# 益州 (渤海国)
益州，渤海国的率宾府所领三州之一。
益州治所在今俄罗斯滨海边疆区海参威附近渤海古城，辖境在绥芬河流域。州治故址旧有说依鸭绿江又名益州江，误指在长白山西南靠近鸭绿江处。辽朝灭渤海，益州百姓大部分被辽太祖迁居今吉林省农安县北万金塔东西小城子古城，设置益州，领静远县。部分百姓被移至今辽宁省盖州市，设置辰州。